# Samaniego (Nariño)
Samaniego é um município da Colômbia, localizado no departamento de Nariño.